# Институт физики Латвийского университета
Институт физики Латвийского университета (латыш. Latvijas Universitātes Fizikas institūts) — научное подразделение в структуре Латвийского университета, специализированный научный центр, ведёт исследовательскую работу, в основном, в области магнитогидродинамики и теплофизики.

## История
Основан в 1946 году как Физико-математический институт АН Латвийской ССР. Первым директором стал Николай Бразма. С 1948 по 1967 год Институт возглавлял Игорь Михайлович Кирко.
В 1950 году был переименован в Институт физики АН Латвийской ССР. Директорами Института были Ю. А. Михайлов (1967—1991); Имант Берсонс (1992—1993); Ольгертс Лиелаусис (1994—1997); Агрис Гайлитис (1998—2000).
В 1993 году около 20 сотрудников лаборатории физики твердого тела и лаборатории ядерной физики Института физики перешли в Институт физики твердого тела Латвийского университета, но в 1997 году он был преобразован в Институт физики Латвийского университета, в 2006 году в агентство Латвийского университета. В 2005 году Институт физики получил финансирование на реализацию проекта «Создание научной инфраструктуры Института Ампера на базе Института физики Латвийского университета».
В январе 2019 года институт переехал в Дом наук Латвийского университета на улице Елгава, д. 1 в районе Торнякалнс.

## Основные направления исследований
- Магнитная гидродинамика
- Тепломассообмен

Институт ведёт комплексные исследования электродинамических, гидродинамических и тепломассообменных явлений, происходящих в жидких проводящих средах при воздействии электромагнитных полей разных типов, в частности, применительно к проблемам инженерной физики и технологиям жидких металлов. Разработан ряд электромагнитных насосов и других специальных устройств для транспортировки, перемешивания, разливки, кондиционирования сплавов для черной и цветной металлургии, для технологий производства композиционных материалов, выращивания полупроводниковых монокристаллов и т. д. Богатый опыт Института в области работы с жидкометаллическими средами, соответствующее экспериментальное оборудование и разработанные специфические методы и процедуры измерений в расплавленных металлах и сплавах позволяют проводить физическое и численное моделирование различных технологических процессов с целью разработки новых оригинальных МГД-методов управления гидродинамическими и тепломассообменными характеристиками расплавов в металлургии и выращивания монокристаллов из расплава.
Одним из самых значительных достижений института за последние годы является первая в мире экспериментальная демонстрация МГД-динамо.

## Лаборатории
- Лаборатория тепломассообмена (руководитель Эльмар Блум)
- Лаборатория физической гидромеханики (руководитель Э. Платасис)
- Лаборатория МГД-технологий (руководитель А. Бояревич)
- Лаборатория теории МГД-машин (руководитель А. Шишко)
- Лаборатория электрических вихревых токов (руководитель Й. Фрейбергс)
- Лаборатория теоретической физики (руководитель Агрис Гайлитис)[6]